# موستوه

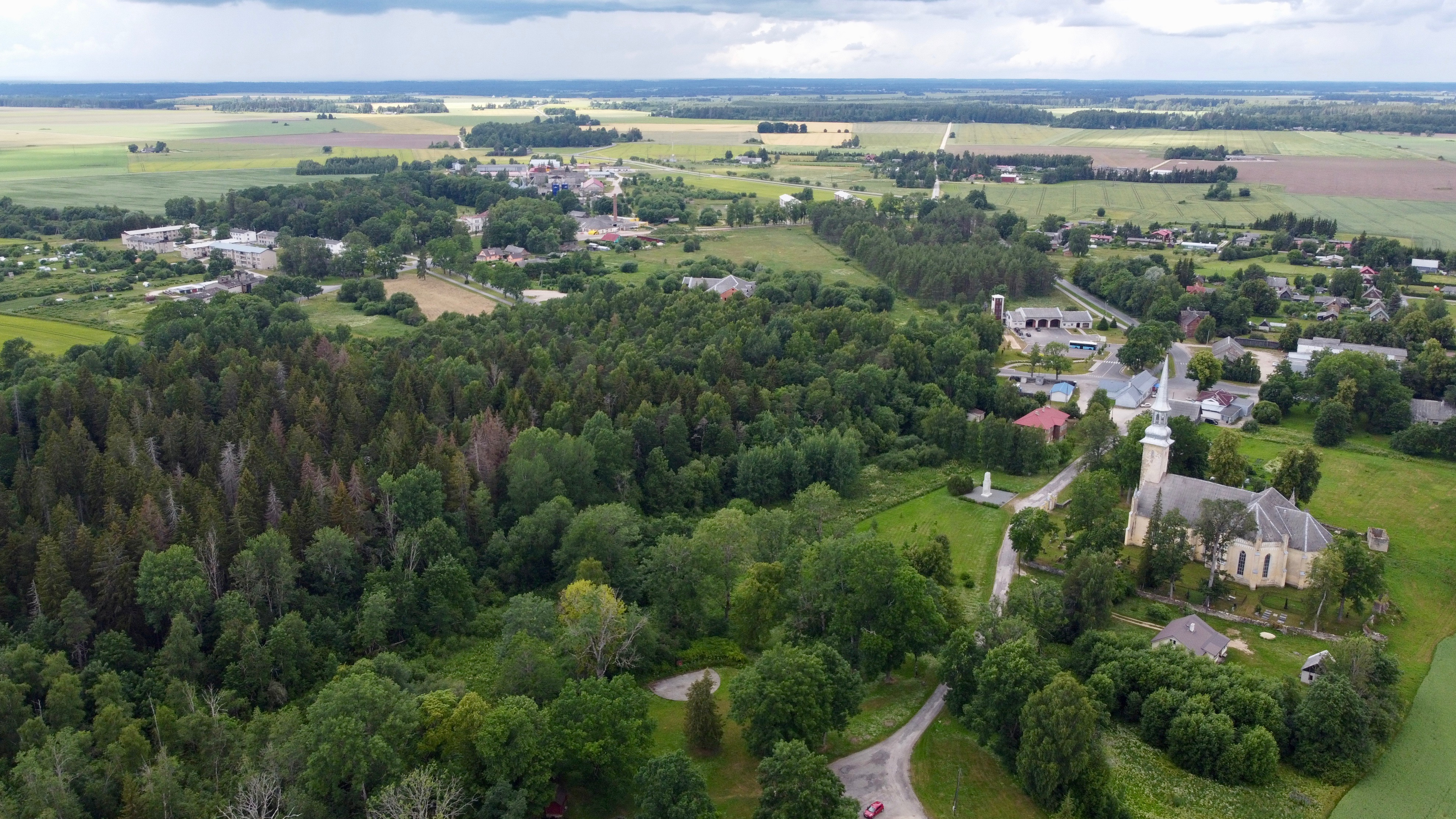
ویدیوی پهپاد ازموستوه

موستوه (به استونیایی: Mustvee) یکی از شهرهای کشور استونی است.
این شهر در سال ۲۰۱۱ میلادی ۱٬۳۵۸ نفر جمعیت داشته است.

## نگارخانه

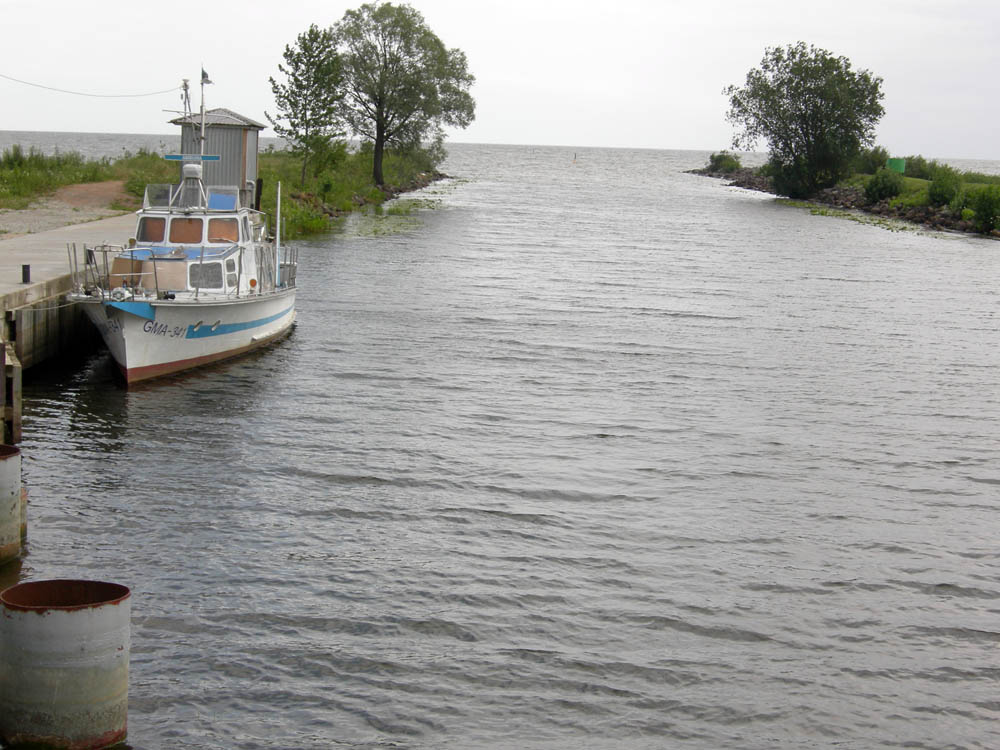
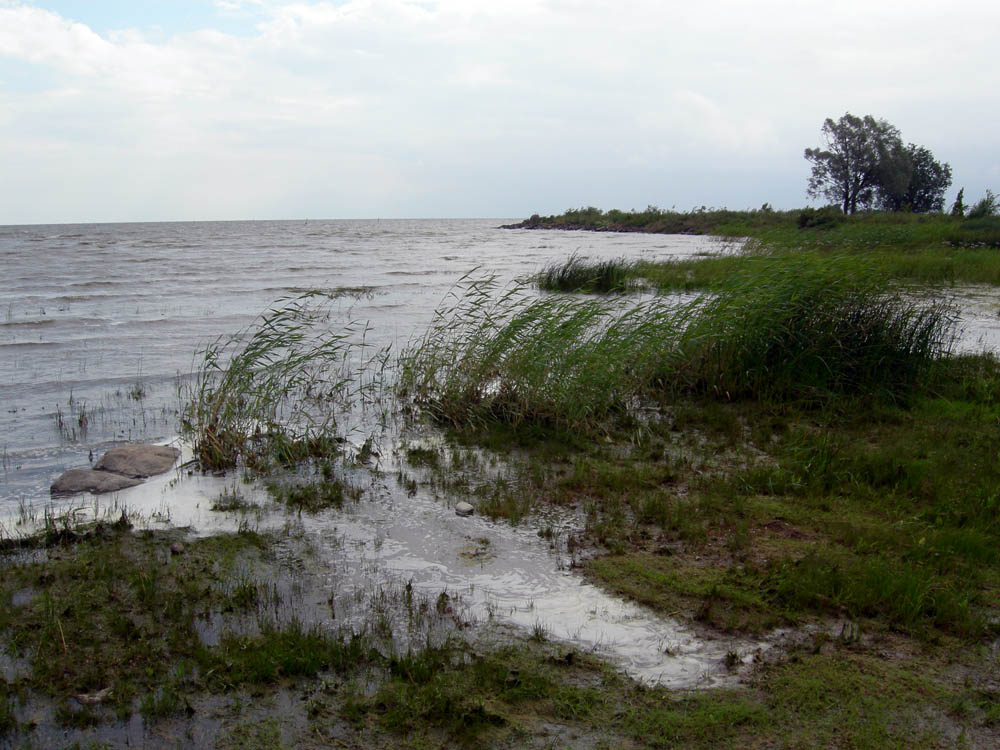
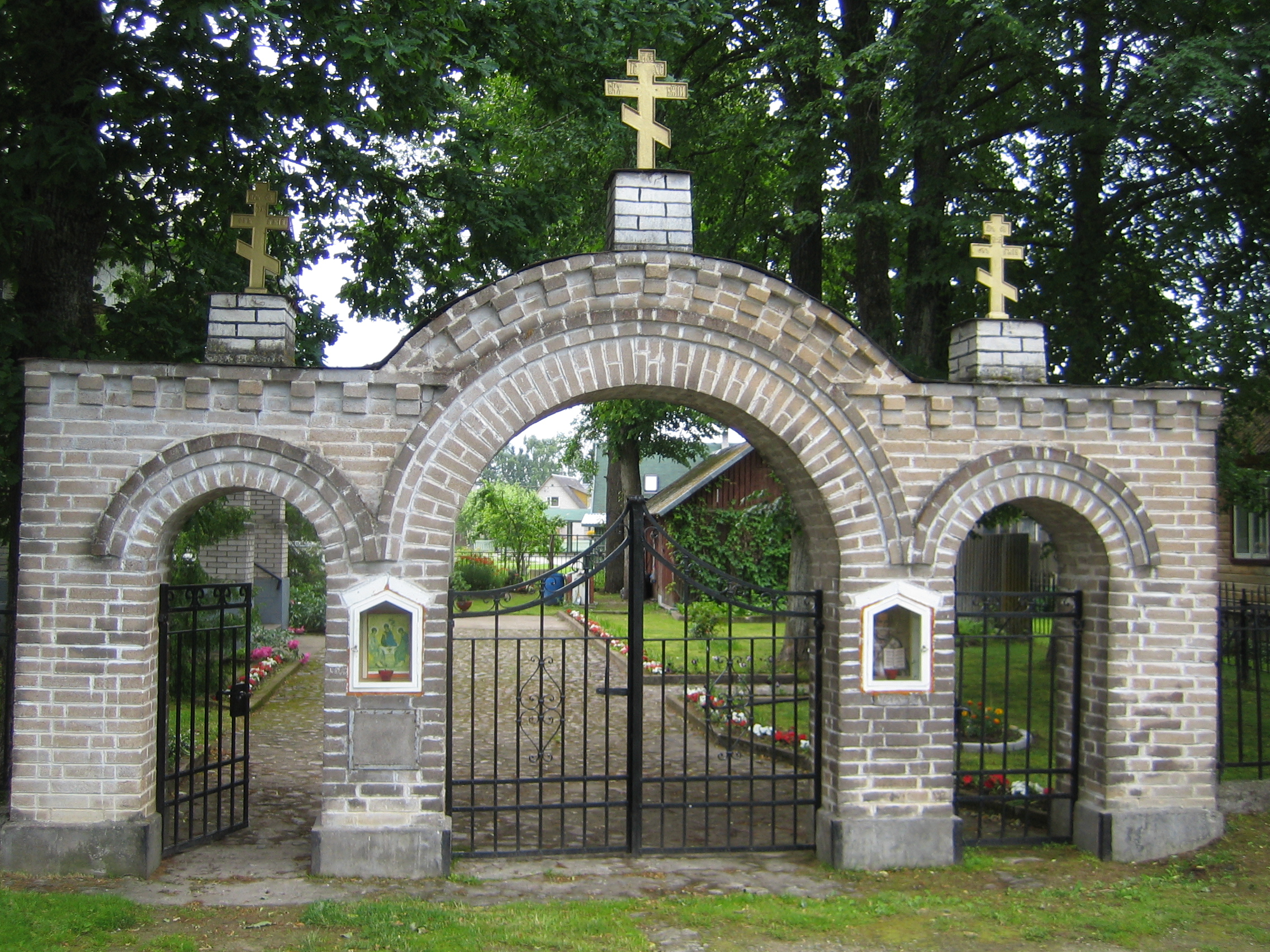
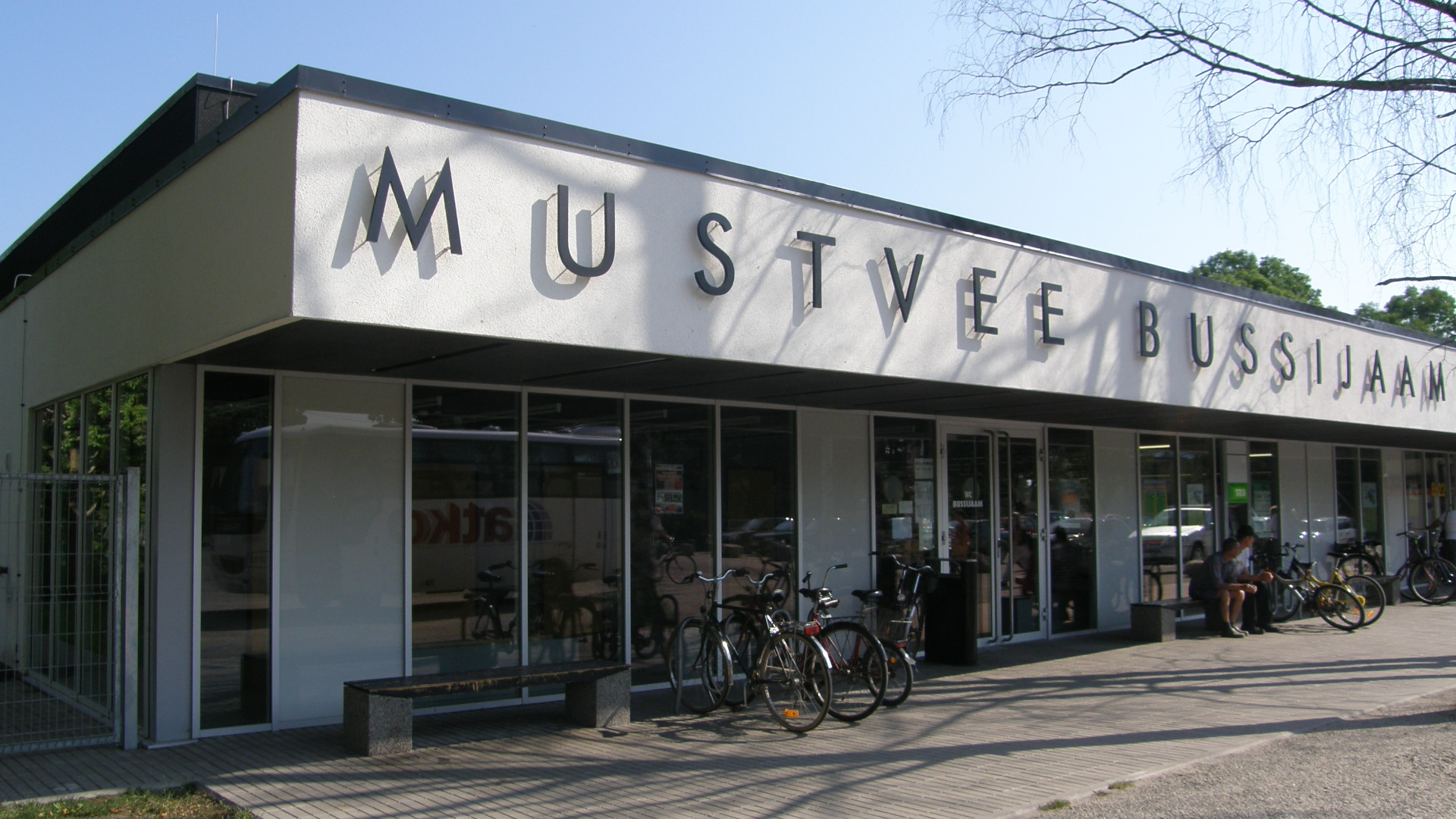
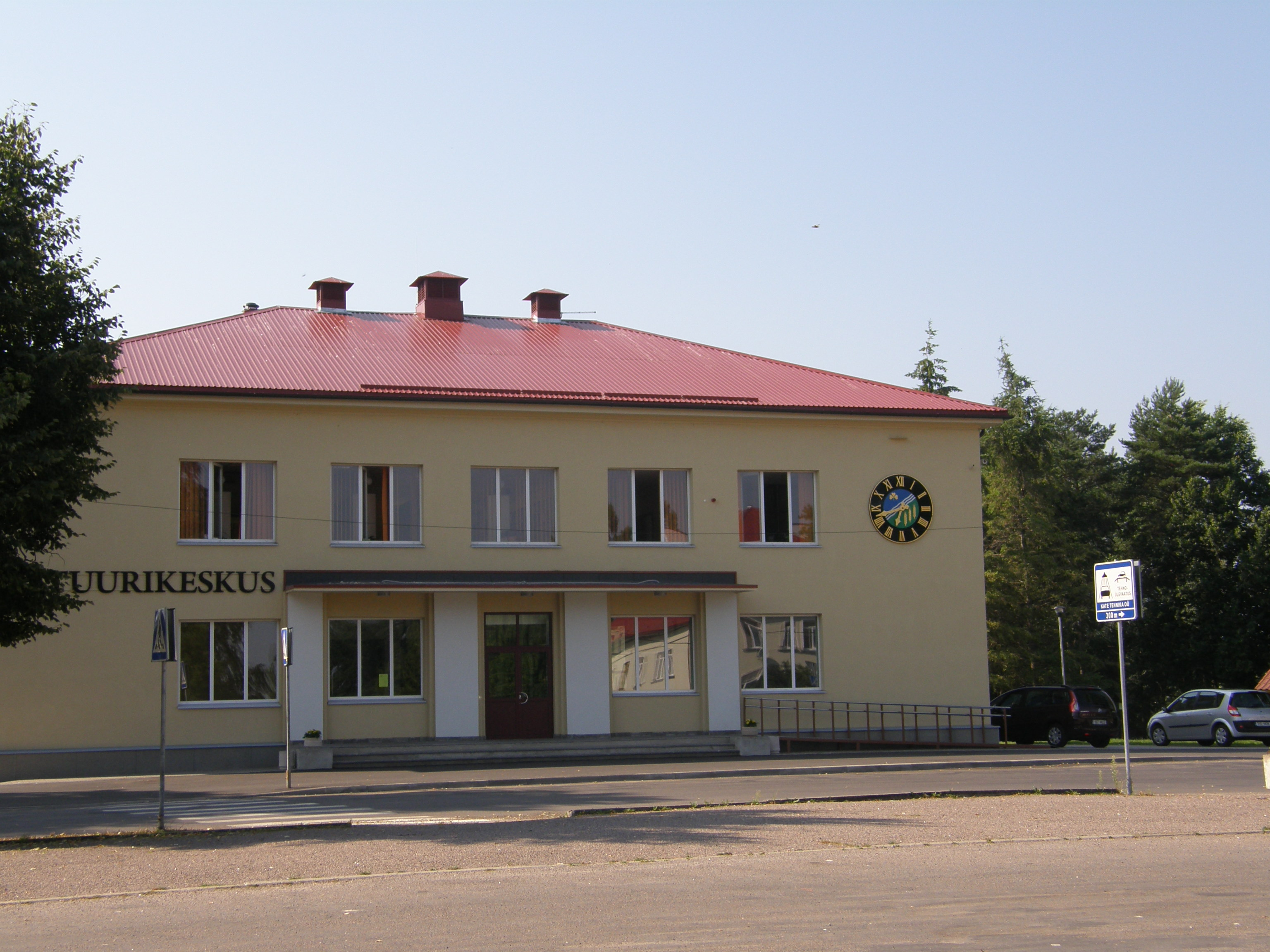
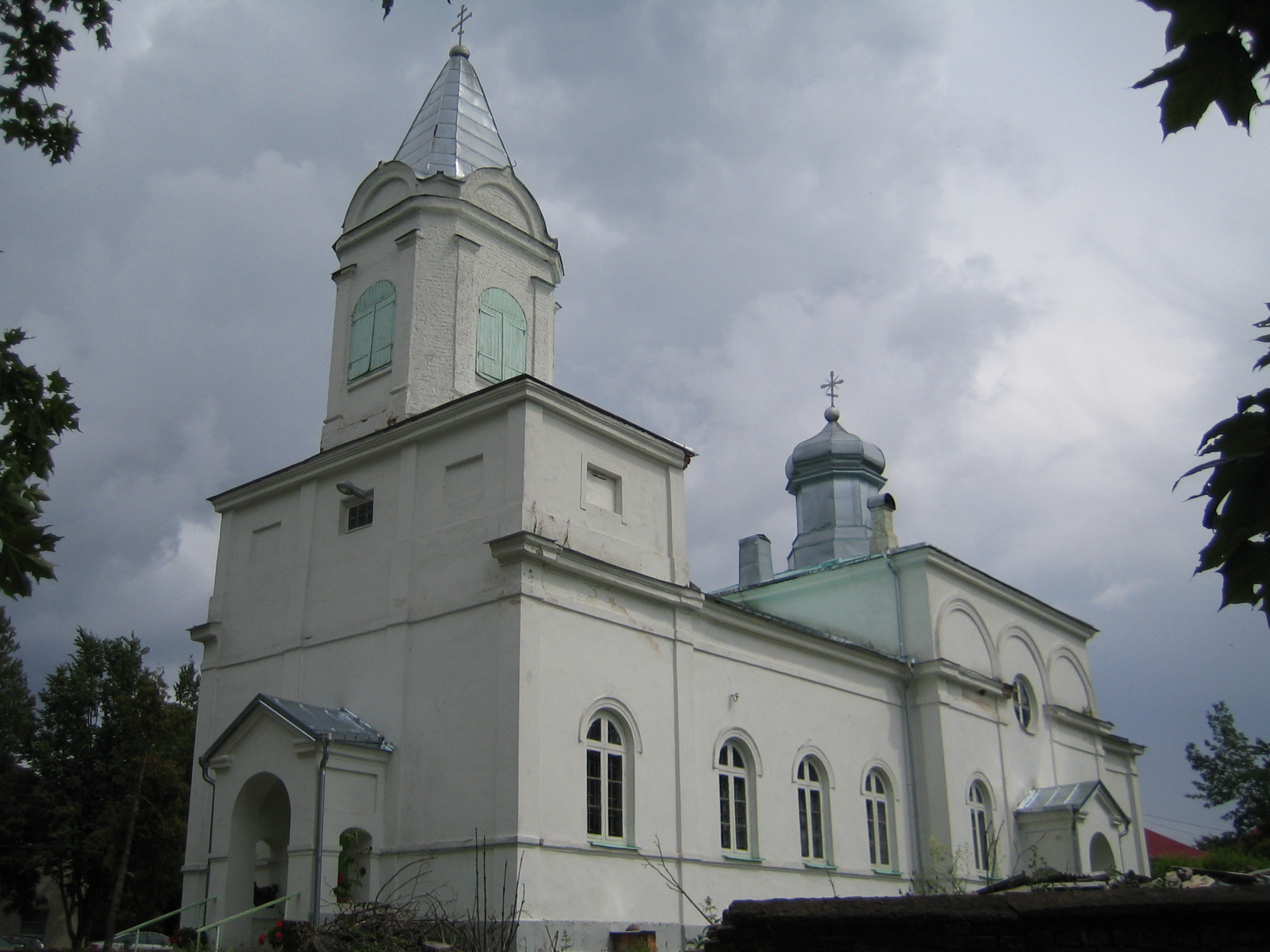